# Hideki Matsunaga
Hideki Matsunaga (松永 英機 Matsunaga Hideki?, nacido el 8 de febrero de 1963 en Shizuoka) es un exfutbolista japonés que se desempeñaba como defensa y entrenador.

## Carrera como jugador
En su carrera como juvenil se consagró como ganador del Campeonato Torneo Universitario de Japón en 1983 y 1984 en el equipo de la Universidad de Comercio de Osaka. 
Al graduarse jugó toda su carrera en el Matsushita Electric hasta 1991, destacando como logro el título de la Copa del Emperador de 1990.

## Carrera como entrenador
Antes de retirarse, empezó su carrera como entrenador asistente del mismo Matsushita Electric desde 1989 hasta 1994. Como preparación para los uegos Olímpicos de Atlanta 1996, se unió al comité de reforzamiento de la JFA, siendo un factor importante en la victoria sobre Brasil, conocida como "El Milagro de Miami". Después en 1997 volvería cumplir el rol de entrenador asistente en el Verdy Kawasaki, en 1999 comienza su carrera como entrenador en el mismo equipo, después de dimitir se unió al Shimizu S-Pulse como asistente.
En el 2003 volvería a ejercer como entrenador en el Ventforet Kofu hasta el 2004 en la J.League Division 2, al año siguiente fue uno de los cinco entrenadores del Vissel Kobe en la temporada 2005 donde el equipo descendería a la J.League Division 2. En 2006, sería el entrenador del Sagawa Printing SC hasta su renuncia en el mes de agosto.
Sería el entrenador titular de un equipo por última vez el dirigiendo al FC Gifu desde la segunda mitad del 2007 hasta el final de la temporada 2009.
Desde el 2010 ejerció en distintos roles, partiendo como asistente en el Nagoya Grampus, después volvería al FC Gifu pero esta vez como asistente en el 2013 hasta el 2016, en donde se convertiría en entrenador para el desarrollo de jugadores de la J.League.
En febrero de 2019, se unió al Yokohama F. Marinos como entrenador del equipo juvenil, durante junio y julio de 2021 fue entrenador interino del mismo equipo tras la partida de Ange Postecoglou al Celtic FC.

## Clubes

### Como futbolista
| Club                | País  | Año         |
| ------------------- | ----- | ----------- |
| Matsushita Electric | Japón | 1984 - 1988 |

### Como entrenador
| Club                | País  | Año             |
| ------------------- | ----- | --------------- |
| Verdy Kawasaki      | Japón | 1999            |
| Ventforet Kofu      | Japón | 2003 - 2004     |
| Vissel Kobe         | Japón | 2005            |
| Sagawa Printing     | Japón | 2006            |
| FC Gifu             | Japón | 2007 - 2009     |
| Yokohama F. Marinos | Japón | 2021 (Interino) |